# Omskij rajon
L'Omskij rajon (in russo Омский район?) è un rajon dell'Oblast' di Omsk, nella Russia asiatica; il capoluogo è Omsk. Istituito nel 1940, ricopre una superficie di 3.600 chilometri quadrati e consta di una popolazione di circa 94.000 abitanti.